# Индекс Мерка

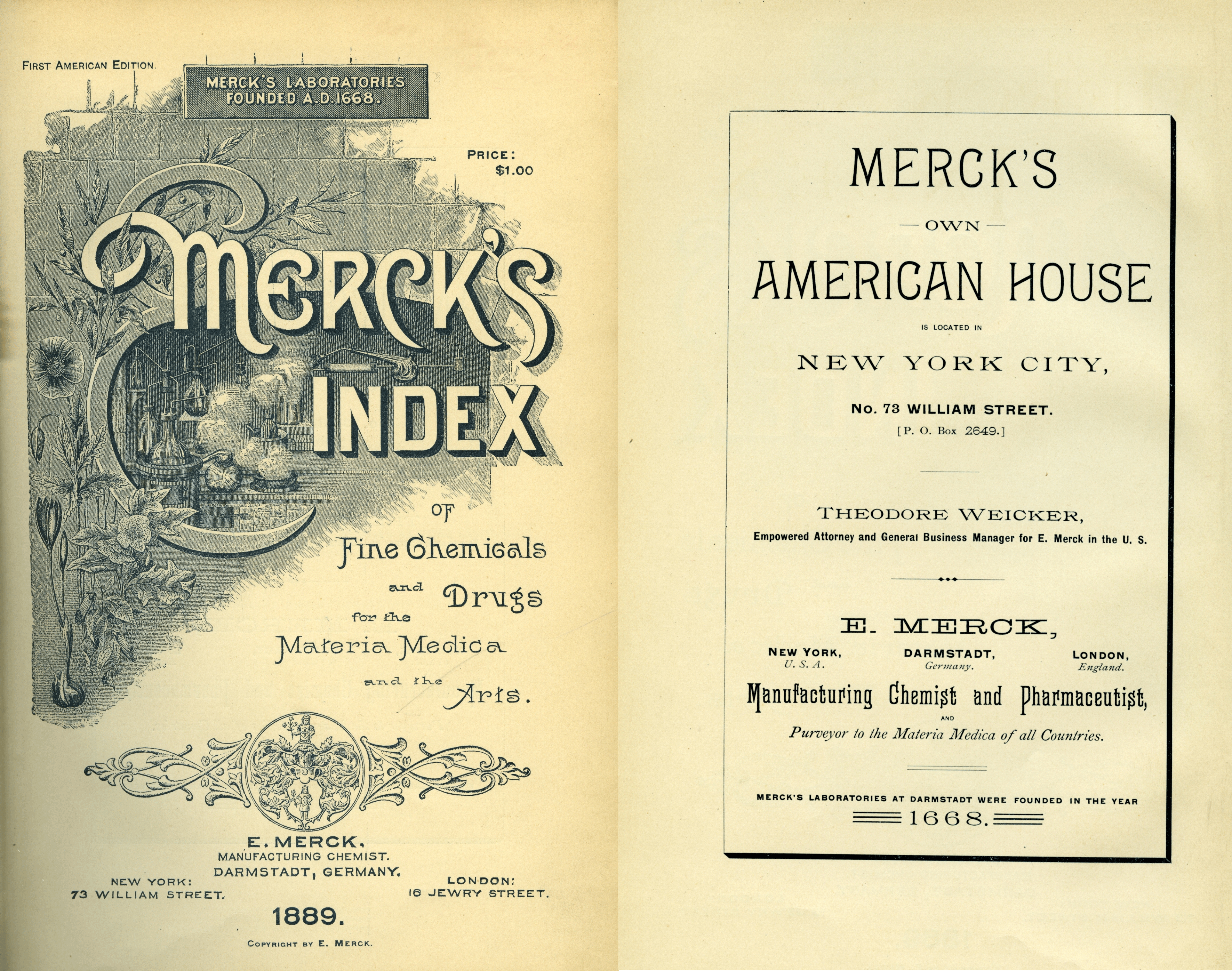
Обложка первого издания (1889)

Индекс Мерка (англ. Merck Index) — знаменитый химический справочник. Издающийся с 1889 года, этот однотомник обладает чрезвычайно высокой авторитетностью в области химических веществ. К концу XX века индекс Мерка стал «библией»: до массового распространения Интернета эту книгу «просто покупали и сверялись» с ней, не пытаясь усомниться в её полезности.

## Содержание
Индекс Мерка включает:
- описания химических веществ (примерно 11 500 статей[3]);
- список именных реакций;
- разнообразные таблицы перекрёстных ссылок.

## История
Впервые издан в 1889 году американским подразделением компании Merck KGaA (впоследствии «Мерк и Ко») под названием англ. Merck's Index of Fine Chemicals and Drugs for the Materia Medica and the Arts в качестве прейскуранта. Рецензия 1889 года сразу отметила очень высокое качество издания, содержавшего описания 5 тысяч препаратов.
После отделения американского подразделения по итогам Первой мировой войны издание продолжила «Мерк и Ко». До 2006 года вышло 14 изданий.
В 2012 году издание перешло к Королевскому химическому обществу. Наиболее современное, 15-е, печатное издание вышло в апреле 2013 года. Электронная версия справочника обновляется дважды в год.